# Klerofašizem
Klêrofašízem je oznaka za ideološko usmeritev, v kateri so združene politične in gospodarske sestavine fašističnega nauka s klerikalizmom, težnjo k udeležbi duhovščine pri oblasti. Izraz je sestavljenka iz korenov: kler, ki označuje duhovščino, in fašizem.  V politični praksi je klerofašizem fašistična diktatura z izrazito podporo (visokega) klera ali politična organizacija, ki teži k taki ureditvi. V znanstveni literaturi se izraz malo uporablja, več v publicistiki.
Sodelovanje duhovščine z avtoritarno (fašistoidno) politiko ima veliko odtenkov. Nikoli se režim sam ne opredeljuje za to oznako. Posplošena oznaka "klerofašizem" znanstvenikov (zgodovinarjev, politologov) ne zadovoljuje, pojave skušajo opisati bolj podrobno.
Klerofašizem je možen, če je dominantna verska skupnost hierarhična. Take so ureditve katoliške in pravoslavnih cerkva. Za označevanje drugih teokratskih vladavin, kot na primer islamskih teokracij, izraz ni primeren, če družbena ureditev sicer nima obeležij fašistične družbene prakse.

## Zgodovina in osnove klerofašizma
Izraz klerofašizem (it.:clerico-fascismo) se je pojavil v Italiji v zgodnjih 20-ih letih 20. stoletja kot oznaka dela katoliške Italijanske ljudske stranke (it.: PPI-Partito Popolare Italiano), predhodnice Krščansko demokratske stranke Italije, ki se je odločila podpreti režim Benita Mussolinija .

### Idejne osnove klerofašizma
Povezava med fašistično oblastjo in (visokim) klerom zahteva kompromis zaradi razlik v osnovah verskega in fašističnega nauka. Obe strani, klerikalna in fašistična, sta kompromis sprejemali zaradi skupne želje po oblasti in v razmerah zaostrenega boja proti politični levici, zlasti komunizmu. Zaradi razhajanja med katoliškim verskim naukom in predpostavkami klerofašizma, celotna verska skupnost s tako usmeritvijo ne soglaša. V Sloveniji so se krščanski socialisti ločili od klerikalnih tokov in se opredelili za protifašistični narodnoosvobodilni boj v povezavi s komunisti v okviru Osvobodilne fronte.
Klerofašizem se opira na ideje (katoliškega) integralizma, to je zamisli o verskem obvladovanju družbe z nasilno izključitvijo konkurenčnih političnih zamisli (liberalnih, socialističnih in komunističnih). Najbolj razširjen je bil klerofašizem v prvi polovici 20. stoletja, zaradi nestabilnosti evropskih družb po 1. svetovni vojni in po boljševistični revoluciji.
Katoličane je h klerofašistični usmeritvi spodbujala papeška okrožnica Pija XI Quadragesimo anno (1931), v kateri papež odklanja družbeno ureditev kapitalizma, prav tako zamisli socialistov ali komunistov. Dokaj podrobno opisuje "idealno" družbeno ureditev, ki je v marsičem podobna korporativističnemu ustroju tedanje fašistične Italije. Vsebina okrožnice je bila osnova za naklonjenost večine katoliških cerkvenih vrhov Evrope silam Osi, to je fašistični Italiji in nacistični Nemčiji. Okrožnico je možno tolmačiti celo kot prepoved sodelovanja katoličanov s kapitalistično (ZDA, Združeno kraljestvo) in socialistično oziroma komunistično stranjo v prihajajočem svetovnem spopadu (Sovjetska zveza in levo usmerjena odporniška gibanja).

### Primeri klerofašističnih gibanj in diktatur
Primer zgodnjega klerofašističnega gibanja, ki je delovalo v pravoslavnem okolju, je romunska Železna garda, ki jo je vodil Corneliu Codreanu. Sodoben primer je prepovedano klerofašistično gibanje Obraz (gibanje) v Srbiji.
Primeri klerofašističnih diktatur vključujejo vladavine Benita Mussolinija v Italiji, Antonia Salazarja na Portugalskem, Engelberta Dollfussa v Avstriji, Anteja Pavelića na Hrvaškem (ustaško gibanje), in Jožefa Tisa na Slovaškem. Francov fašistični režim v Španiji, ki je zmagal z izrazito podporo dela duhovščine, je možno označiti kot klerofašističen zlasti po drugi polovici 40. let 20. stoletja, ko se je zmanjšala moč Falange.

## Klerofašizem v slovenski zgodovini
Katoliška cerkev na slovenskem je ohranila vodilno politično vlogo tudi po revoluciji leta 1848. Iz vrst duhovščine je izhajala vrsta najvplivnejših slovenskih politikov druge polovice 19. in prve polovice 20. stoletja (Janez E. Krek, Anton Korošec). Zlasti po 1. svetovni vojni je katoliška Slovenska ljudska stranka povsem obvladovala slovensko politiko. Niti Krek niti Korošec nista bila usmerjena nedemokratično, vendar se je v razmerah po 1. svetovni vojni porodila vrsta militantnih in klerikalnih katoliških gibanj.
V pripravah na odločilni boj proti svetovnemu komunizmu so se katoliki celo militarizirali (Katoliška akcija, Stražarji, vodja Lambert Ehrlich). Politične razmere v Sloveniji so stranko SLS in njene duhovne voditelje-klerike prestavile v smer klerikalizma tudi zaradi idejne odcepitve krščanskih socialistov (dr. Andrej Gosar, Edvard Kocbek), ki bi gibanje uravnotežili. Slovenski klerikalni politiki, ki so ostali v okupirani Sloveniji, so v območju italijanske okupacije sodelovali z oblastjo, kar je praktični vzorec klerofašizma.

#### Primer diskurza o klerofašizmu v Sloveniji: Dr. France Cvelbar in sodrugi proti Ranki Ivelja
Novinarka Ranka Ivelja je v svojem komentarju v zvezi z beatifikacijo Lojzeta Grozdeta označila Grozdeta kot aktivnega člana klerofašistične organizacije Katoliška akcija (KA). Zoper novinarko so na Novinarsko častno razsodišče (NČR) naslovili pritožbo sopodpisniki Dr. France Cvelbar, Anton Drobnič in prof. Justin Stanovnik. Novinarski kodeks naj bi novinarka kršila, ker je Katoliško akcijo »neustrezno in žaljivo označila kot klerofašistično organizacijo« in ker je po mnenju pritožnikov »kot merodajno uporabila žaljivo opredelitev Katoliške akcije, ki povrhu nima podpore v relevantnih in verodostojnih virih«.  Pritožniki menijo, da je »negativni stereotip Katoliške akcije služil le za potrditev avtoričine teze, da so Katoliška cerkev in katoličani ideološki zavezniki fašizma in kolaboranti s fašističnimi okupatorji med 2. svetovno vojno«. Ker je bil Grozde proglašen za mučenca vere, naj bi novinarka tudi žalila verska čustva.
Novinarka se je branila s trditvami, da klerofašistično naravo KA omenja le enkrat in uboja Lojzeta Grozdeta ne navezuje na njegovo delovanje v KA. Glede narave KA je novinarka navedla stališča zgodovinarja Janka Pleterskega, da je KA zaradi »svojega cerkvenega značaja bila (v času okupacije) edina oblastno dovoljena in obenem samostojna organizacija«, v njej pa je bilo združeno tako politično kot versko delovanje. Navedla je tudi mnenje filozofa dr. Tineta Hribarja.  
da se pri nas
»klerofašizem zaradi podrejenosti nemški nacistični oblasti ni mogel razviti v polni meri«,
da pa
»so bili njegovi elementi v KA vse izrazitejši in močnejši. Zlasti na operativni, praktični ravni, ko so v enotah domobrancev kurati vse bolj poudarjeno prevzemali vlogo katoliških politkomisarjev«.— = dr. Tine Hribar,
Novinarsko častno razsodišče je po obravnavi pritožbe in zagovora razsodilo, da novinarka ni kršila Kodeksa novinarjev Slovenije.

## Sporna raba pojma
V današnjih okoliščinah nosi pojem klerofašizem negativni vrednostni naboj v obeh sestavinah: klerikalizem in fašizem. Vsi navedeni pojmi so v jedru dovolj točno opredeljeni, nimajo pa ostrega roba (mehke množice). Vrednostni naboj in stopnja neopredeljenosti spodbujata pretirano rabo, včasih tudi žaljivo. (Primerjaj Godwinov zakon o stopnjevanju sporov na forumih do omembe Hitlerja, nacizma ali fašizma). V katoliških krogih nasprotujejo tudi označevanju nekaterih diktatur za klerofašistične.
Primer zlorabe vrednostnega naboja pojma "fašizem" je tudi pojmovna zveza »levi fašizem«.